# Surau (Muara Jaya)
Surau is een bestuurslaag in het regentschap Ogan Komering Ulu van de provincie Zuid-Sumatra, Indonesië. Surau telt 1085 inwoners (volkstelling 2010).